# Upstate Medical University Arena
Upstate Medical University Arena je víceúčelová aréna nacházející se ve městě Syracuse ve státě New York v USA. Otevření proběhlo v roce 1951. Aréna je domovským stadionem týmu AHL Syracuse Crunch, který je farmou týmu NHL Tampa Bay Lightning. 
V prosinci 2019 uzavřel klub Syracuse Crunch s Upstate Medical University smlouvu na právo pojmenování arény. Její součástí je jedenáctileté sponsorství klubu.
Stadion je též známým místem konání koncertů v regionu, působili zde, kromě jiných Queen, KISS, Bruce Springsteen, The Grateful Dead, Phish a Aerosmith. V aréně proběhlo v letech 1998 a 2016 utkání AHL All-Star Classic a v letech 2013 a 2017 místní klub hrál zde finále Calder Cupu. 